# Ana María Shua
Ana María Shua (sinh tại Buenos Aires vào ngày 22 tháng 4 năm 1951) là một nhà văn người Argentina, bà đã xuất bản hơn tám mươi cuốn sách thuộc nhiều thể loại khác nhau như: tiểu thuyết, truyện ngắn, truyện siêu ngắn, thơ, kịch, văn học thiếu nhi, truyện cười và truyện dân gian Do Thái, tuyển tập, kịch bản phim, bài báo và bài luận. Các tác phẩm của bà được dịch sang nhiều thứ tiếng như Tiếng Anh, Tiếng Pháp, Tiếng Đức, Tiếng Ý, Tiếng Bồ Đào Nha, Tiếng Hà Lan, Tiếng Thụy Điển, Tiếng Nhật, Tiếng Bulgary và Tiếng Serbi. Những câu chuyện của bà xuất hiện trong các tuyển tập trên khắp thế giới. Bà nhận được những giải thưởng trong nước và quốc tế khác nhau, trong đó có một giải Guggenheim Fellowship, và là một trong những nhà văn hiện còn sống đứng đầu của Argentina. Bà nổi tiếng cụ thể trong giới những người nói tiếng Tây Ban Nhha cả ở hai bên bờ Đại Tây Dương với cái tên "Nữ hoàng Truyện siêu ngắn."

## Tiểu sử
Shua xuất bản cuốn sách đầu tiên của mình là tập thơ El sol y yo khi bà mới mười lăm tuổi vào năm 1967, và với tác phẩm này bà đã nhận được Honor Strip do Hiệp hội Nhà văn Argentina trao tặng. Bà theo học tại Đại học Buenos Aires và tốt nghiệp với tấm bằng cử nhân ngành mỹ thuật và văn học. Bà cũng viết một số sách dành cho thiếu nhi và nhận một số giải thưởng quốc tế nhờ những cuốn sách ấy.

## Tác phẩm

### Tiểu thuyết
- Soy paciente (I'm Patient, 1980)
- Los amores de Laurita (1984)
- El libro de los recuerdos (The book of memories, 1994)
- La muerte como efecto secundario (Death as a side effect, 1997)
- El peso de la tentación (2007)
- Nemo (2003)

### Bộ sưu tập truyện ngắn
- Los días de pesca (1981)
- Viajando se conoce gente (1988)
- Como una buena madre (2001)
- Historias verdaderas (2004)

### Bộ sưu tập truyện siêu ngắn
- La sueñera (1984)
- Casa de geishas (1992)
- Botánica del caos (2000)
- Temporada de fantasmas (Ghost season, 2004)
- Cazadores de Letras (2009)
- Microfictions (2009)
- Quick fix (2008)
- Fenómenos de circo (2011)

### Sách thiếu nhi
- La batalla de los elefantes y los cocodrilos (1988)
- La fábrica del terror (1991), Honor List Award by the International Board on Books for Young People
- La puerta para salir del mundo (1992)
- Cuentos judíos con fantasmas y demonios (1994)
- Ani salva a la perra Laika (1996)
- Historia de un cuento (1998)
- Cuentos con magia (1999)
- La luz mala (2000)
- Los monstruos del Riachuelo (2001)
- Planeta miedo (2002)
- Su primera zanahoria (2005)
- Un ciervo muy famoso (2005)

### Tiểu thuyết hài
- El marido argentino promedio (1991)
- Risas y emociones en la cocina judía (2003)

### Bộ sưu tập thơ
- El sol y yo (1967)

### Chuyển thể thành phim
- Soy paciente (1986)
- Los amores de Laurita (1986)
- ¿Dónde estás amor de mi vida que no te puedo encontrar?  (1992)

### Phim tài liệu
- En el nombre del padre. Contrakultura, 2002. Biographical sketch of Argentine short-story writer Ana María Shua. Produced by Eduardo Montes-Bradley